# Великий Бурлук (річка)
Вели́кий Бурлу́к — річка в Україні, в межах Вільхуватської сільської Великобурлуцької та Шевченківської селищних громад Куп'янського району та Чкаловської селищної громади Чугуївського району Харківської області. Ліва притока Сіверського Дінця (басейн Дону).

## Гідрологічний режим
Довжина 96 км. Площа водозбірного басейну 1131 км². Похил річки 0,88 м/км. Долина трапецієподібна, пересічна ширина становить 2-3,5 км. Заплава лучна, двостороння, завширшки 400—700 м, до 2 км. В середній течії вона майже суха, а в верхній і нижній течії на окремих ділянках заболочена. Річище помірно звивисте, розгалужене, завширшки від 0,7 до 80 м (Базаліївка), завглибшки до 1,6 м. Дно річки мулисте, береги низькі і порослі вологолюбною рослинністю. У середній та нижній течії річка щорічно пересихає, утворюючи окремі плеса. Використовується на зрошення, рибництво, рекреацію, на берегах — зони відпочинку.
Бере початок біля села Малий Бурлук. На річці за 63 км від гирла в 1979 році побудовано Великобурлуцьке водосховище. В гирлі річки, біля селища Печеніги, розташовано рибне господарство. Впадає в Сіверський Донець за 868 км від його гирла.

## Населені пункти
Над річкою розташовані такі села, селища, міста (від витоків до гирла): Малий Бурлук, Шевченкове, Михайлівка, Заміст, Буряківка, Горяне, Великий бурлук, Балка, Плоске, Голубівка, Лебедівка, Веселе, Нестерівка, Середній Бурлук, Шевченкове, Шишківка, Нижній Бурлук, Михайлівка, Смолівка, Роздольне, Аркадівка, Горожанівка, Петрівка, Мостове, Гетьманівка, Одрадне, Василенкове, Базаліївка.

## Притоки

### Ліві
Від витоку до гирла:
- Красний Яр - притока у Великобурлуцькій громаді, бере початок на заході від села Хатнє, тече на південний захід і впадає у Великий Бурлук на північно-східній околиці села Шевченкове[1]
- Балка Крутенька - притока у Великобурлуцькій громаді, впадає у Великий Бурлук у селі Шевченкове [1][2]
- Балка Липівка - притока у Великобурлуцькій громаді, впадає у Великий Бурлук у селі Шевченкове [1][3]
- Балка Криклива - притока у Великобурлуцькій громаді, впадає у Великий Бурлук на південно-західній околиці села Шевченкове [1][4][5]
- Балка Попова - притока у Великобурлуцькій громаді, впадає у Великий Бурлук у селі Заміст [4][6]
- Яр Лужників - притока у Великобурлуцькій громаді, впадає у річку Великий Бурлук у селі Великий Бурлук [4][7]
- Яр Жуківський - притока у Великобурлуцькій громаді. Бере початок у селі Жуків Яр, тече на північний захід і впадає у Великий Бурлук у селі Балка[4][8]
- Балка Лебедева - притока у Великобурлуцькій громаді, впадає у Великий Бурлук на північній околиці села Лебедівка[4][9]
- Балка Литвинова - притока у Великобурлуцькій громаді, бере початок у селі Литвинівка і впадає у Великий Бурлук на північній околиці села Лебедівка[4][10]
- Балка Канівчева
- Просянка
- Яр Абрамів
- Балка Калугіна
- Яр Вовчий - притока у Шевченківській громаді, впадає у великий бурлук нижче села Роздольне[4][11]
- Яр Липовий - притока у Шевченківській громаді, впадає у великий бурлук у селі Аркадівка[4][12]
- Гусинка
- Яр Сухий- притока у Шевченківській громаді, впадає у великий бурлук у селі Петрівка[4][13]
- Баба
- Кринки
- Яр Байбаків - притока у Шевченківській громаді, впадає у Великий Бурлук на південно-східній околиці села Василенкове. Розораний.[14]
- балка Мамонова - притока у Шевченківській громаді, впадає у Великий Бурлук у селі Василенкове [4][15]
- Балка Білоусова - притока у Шевченківській громаді, впадає у Великий Бурлук у селі Василенкове [4][16]
- Яр Терновий - притока у Шевченківській громаді, впадає у Великий Бурлук на північно-західній околиці села Василенкове. Розораний.[4][17]
- Балка Катериччина - притока у Шевченківській громаді, впадає у Великий Бурлук в північно-західній частині Василенкове. Розорана.[4][18]
- Балка Берестова - притока на межі Шевченківської та Чкалоської селищних громад, впадає у Великий Бурлук на північному заході від села Василенкове [4][19]
- Яр Савенків - притока у Чкаловській селищній громаді, впадає у Великий Бурлук між селами Базаліївка та Василенкове. Розораний.[4][20]
- Балка Горбанева - притока у Чкаловській селищній громаді, впадає у Великий Бурлук східніше села Базаліївка. Розорана.[4][21]
- Балка Пикалова - притока у Чкаловській громаді, впадає у Великий Бурлук у селі Базаліївка [4][22]

Інші притоки (місце впадіння не вказано): Вузенька 

### Праві
Від витоку до гирла:
- Балка Мельничий став - притока у Вільхуватській і Великобурлуцькій громадах. Впадає у великий Бурлук на північній околиці села Малий Бурлук.[1][24]
- Балка Дубина - притока у Вільхуватській сільській та Великобурлуцькій селищній громадах. Бере початок у селищі Курганне, тече переважно на південний схід і впадає у річку Великий Бурлук у селі Малий Бурлук.[1][25]
- Балка Мокра
- Балка Середня
- Яр Решітків - притока у Великобурлуцькій громаді, впадає у Великий Бурлук на північно-західній околиці села Плоске[4][26]
- Масіків Яр
- Балка Цицорина - притока у Великобурлуцькій громаді, протікає через селище Зелений Гай, впадає у Великий Бурлук південніше села Веселе.[4][27]
- Яр Мартовецький - притока у Великобурлуцькій громаді, впадає у річку Великий Бурлук у селищі Великий Бурлук[4]
  - Яр Безводний - права притока Яру Мартовецького[4][28]
- Яр Гашинський - притока у Шевченківській громаді, впадає у Великий Бурлук східніше села Одрадне[4][29]
- Яр Довгий - притока у Шевченківській громаді, впадає у Великий Бурлук між селами Одрадне і Василенкове[4][30]
- Балка Клименкова (Катериччина[31]) - притока у Шевченківській та Чкаловській громадах, бере початок на півдні від села Юрченкове, тече переважно на північний захід і впадає у Великий Бурлук у селі Базаліївка. Частина русла у верхній течії розорана.[4][32]
- Середній Бурлук

Інші притоки (місце впадіння не вказано): Долина, Пиунова Балка, Германів яр
На річці Гусинці збудовані водосховища: Гусинське, Новомиколаївське, Іванівське.